# François-Antoine Habeneck
François-Antoine Habeneck (Charleville-Mézières, 22 gennaio 1781 – Parigi, 8 febbraio 1849) è stato un violinista, direttore d'orchestra e compositore francese.
Fu uno dei primi autorevoli direttori d'orchestra dell'età moderna.

## Biografia
François-Antoine Habeneck era il figlio di un violinista di origine tedesca, Adam Habeneck, nato a Manheim, che si era poi trasferito in Francia dove aveva iniziato l'attività musicale nel reggimento dei Dragoni del duca di Penthièvre. Il giovane François imparò da suo padre a suonare il violino e all'età di dieci anni si esibiva già in qualche concerto pubblico. Inizialmente studiò da solo, senza maestri, cercando soltanto di migliorarsi e scrisse anche qualche breve composizione. Nel 1800 arrivò a Parigi e riuscì a entrare al Conservatorio come allievo di Pierre Baillot diventando ben presto uno dei migliori violinisti diplomati della scuola. Nel 1804 ottenne il primo premio a un concorso per violino ed entrò a far parte dell'orchestra dell'Opéra Comique, rimanendovi però per poco tempo avendo egli vinto un concorso per violinista nell'orchestra dell'Opéra di cui diventò terzo violino; nello stesso periodo l'imperatrice Joséphine ebbe occasione di ascoltare Habeneck in un suo assolo, ne rimase talmente colpita da assegnargli una pensione di 1.200 franchi. Sempre nel 1804 si sposò con Anne Charlotte Gardel, figlia del primo maestro di danza dell'Opéra.
Quando Rodolphe Kreutzer nel 1817 assunse la direzione dell'orchestra dell'Opéra, Habeneck gli successe come primo violino ed ebbe anche l'incarico di direttore d'orchestra aggiunto. La moglie Anne Charlotte morì in quell'anno ed egli si risposò nel 1818 con Marie Adèle Sieber, figlia di un editore, che gli diede due figlie, Antoinette e Marie Mathilde. Il 1º dicembre 1821 Habeneck fu nominato direttore amministrativo del teatro dell'Opéra in sostituzione di Giovanni Battista Viotti che aveva abbandonato l'incarico. Quando poi Kreutzer si ritirò dalla professione nel 1824, Habeneck divise con Henri Valentino l'incarico di primo direttore d'orchestra. Nello stesso anno venne modificata l'amministrazione del teatro dell'Opéra e per indennizzare Habeneck il visconte de La Rochefoucauld creò apposta per lui una carica di Ispettore generale del Conservatorio. Il 5 dicembre 1830 diresse la prima esecuzione assoluta della Sinfonia fantastica di Hector Berlioz con l'orchestra del conservatorio.
Valentino dette le dimissioni nel 1831 lasciando al collega il posto di direttore unico, incarco che egli mantenne fino al suo ritiro nel 1846. Durante questo periodo diresse le prime di diverse opere tra cui Roberto il diavolo e Gli ugonotti di Giacomo Meyerbeer. Nel 1828 fondò l'Orchestre de la Société des Concerts du Conservatoire di cui fu il primo direttore fino alla sua morte, facendo diventare questa compagine orchestrale una delle più note e apprezzate di tutta Europa.
Habeneck si fece conoscere anche come compositore, scrivendo più che altro brani per violino. Morì a Parigi nel 1849. Poiché aveva ricevuto la Legion d'onore al suo funerale gli vennero tributati gli onori militari. Fu sepolto nel Cimitero di Montmartre.
Fu anche insegnante; fra i suoi allievi spicca Jean-Baptiste Philémon de Cuvillon al Conservatorio di Parigi.

## Innovazioni e meriti
Habeneck è considerato in linea di massima come il primo vero direttore d'orchestra professionista. Essendo principalmente un violinista, egli dirigeva con l'archetto e utilizzava spesso il suo strumento per indicare l'esatta esecuzione dei brani più difficili. Ben presto però sostituì sul suo leggio di direttore la partitura completa alla parte del primo violino e abbandonò anche l'abitudine di suonare insieme agli esecutori i passaggi più difficoltosi.
Con la fondazione dell'Orchestre de la Société des Concerts du Conservatoire introdusse una nuova disposizione degli strumenti dell'orchestra: pose quindici primi violini a sinistra, i quattordici secondi a destra, otto viole nella parte intermedia, otto contrabbassi insieme a dodici violoncelli dietro ai secondi violini, quattro flauti, quattro clarinetti e tre oboi dietro ai primi violini e dietro ancora pose gli ottoni.. Già a partire dal 1821 Habeneck con i Concerts spirituels, che egli aveva rilanciato e diretto, intraprese la meritoria opera di diffusione delle sinfonie di Ludwig Van Beethoven. Inizialmente, per farle conoscere al grande pubblico parigino, dovette, suo malgrado, operare dei tagli importanti ai capolavori beethoveniani, ma negli anni successivi riuscì a eseguire tutte le sinfonie e tutte nella versione integrale; in particolare egli dedicò un'attenzione meticolosa alla nona; dopo aver passato alcuni mesi a provarla, non contento del risultato, continuò a fare prove con l'orchestra per due anni, dimostrando, come disse Wagner, una grandissima professionalità e consapevolezza del proprio ruolo.